# 花蓮機場

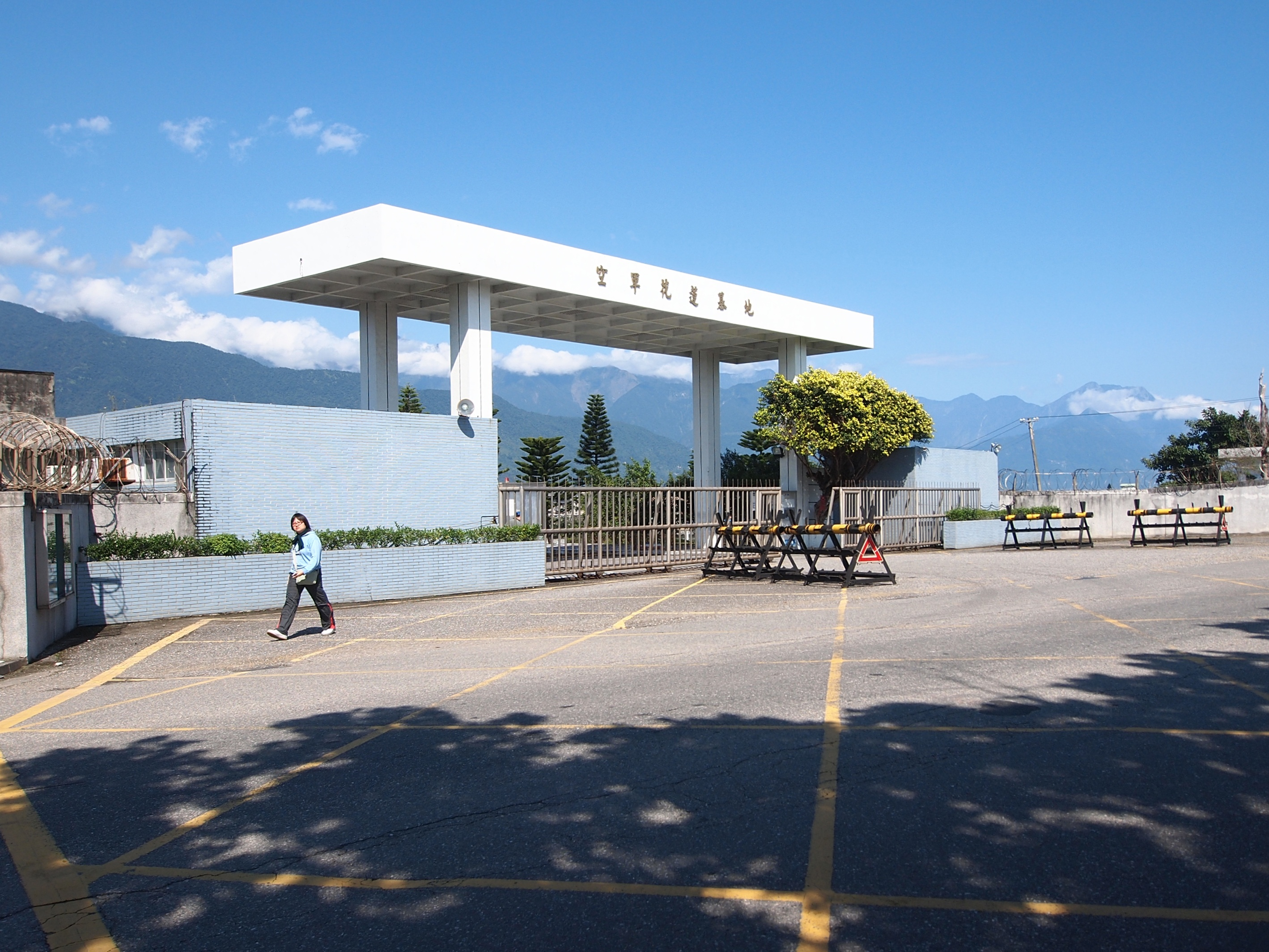
空軍花蓮基地大門

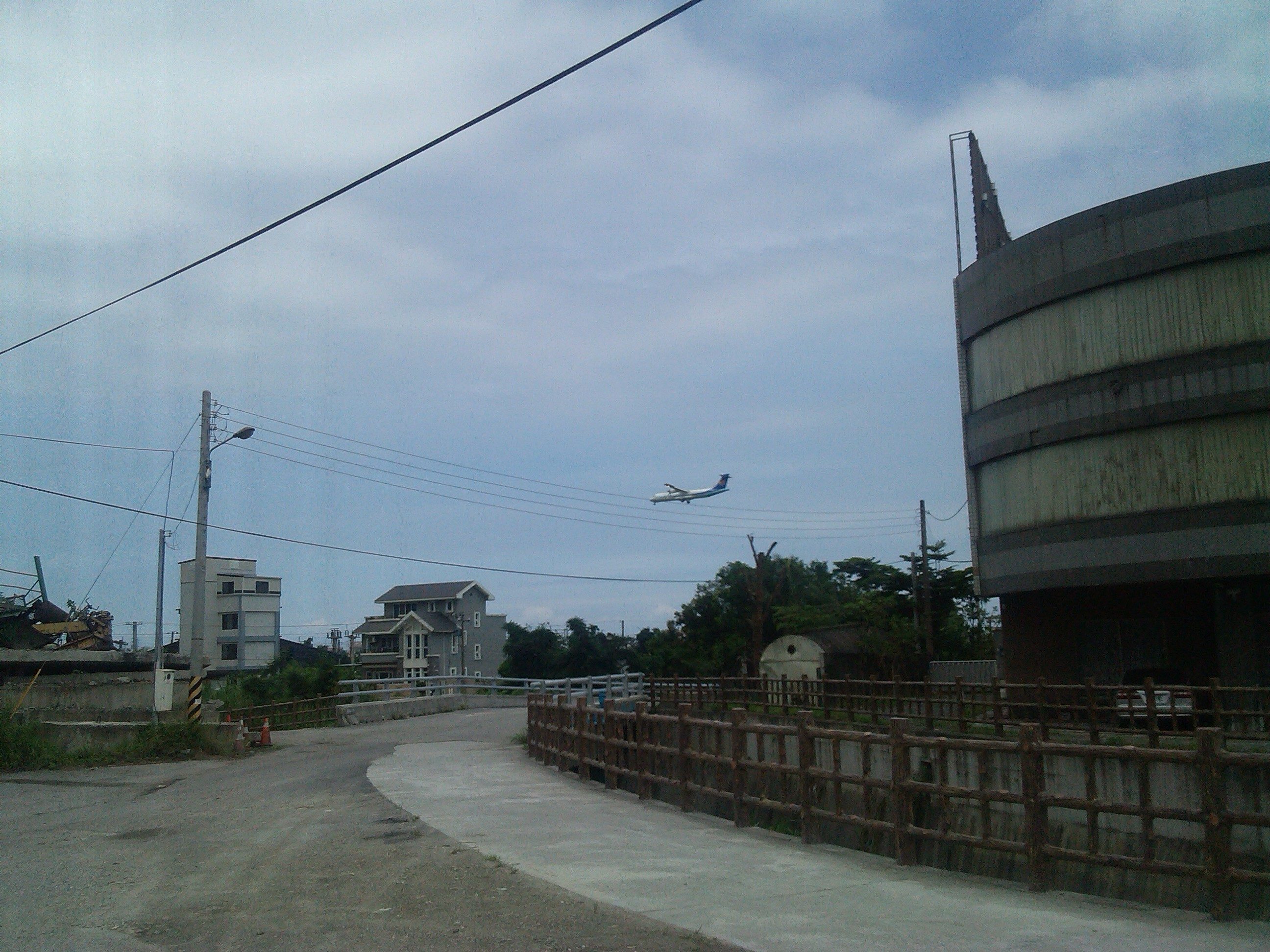
即將降落於花蓮機場的華信航空班機（攝於花蓮市國強里）

花蓮機場（太魯閣語：Rduwan Msangay Asu Skiya Skangki）是位於臺灣花蓮縣新城鄉的機場，場區位在花蓮市中心北方，橫亙整個新城鄉最南部。該機場為一軍民合用機場，也是東臺灣第一座國際機場，主要由中華民國空軍管理，分為山側的空軍佳山基地、以及海側的空軍花蓮基地；民用部分位於海側，稱為花蓮航空站，由交通部民用航空局經營。

## 歷史
花蓮機場的前身是日治時期的「花蓮港北飛行場」，興建於1936年，屬於軍民共用的機場，由日本航空運輸經營。第二次世界大戰結束後，由中華民國政府接收。
- 1962年5月16日：成立花蓮航空站，為飛航國內航線
- 1962年10月20日：中華航空臺北－花蓮定期航線首航，同時亦為華航的首條國內定期航線。

### 初登國際舞台(2001-2010)
- 2001年4月27日：奉行政院核定日本包機可在花蓮機場內起降，為臺灣第一個開辦國際航線之乙種航空站，也是東臺灣第一個國際機場[1][2]
- 2001年10月9日：華信航空 花蓮－宮崎包機首航，為花蓮航空站成立後首班於本地起降的國際班機
- 2004年3月19日：新航廈正式營運，其建築融合了臺灣原住民傳統住屋，與漢族合院式住宅的特色，並有國內、國際線分流
- 2004年8月8日：復興航空 花蓮－漢城仁川包機首航[3]
- 2004年10月19日：復興航空 花蓮－澳門包機首航
- 2005年11月13日：中華航空重回花蓮天空執行日本包機（廣島、熊本、富山）任務
- 2006年1月30日：復興航空 花蓮－馬尼拉包機首航
- 2006年3月5日、16日、19日、24日、26日、27日：中華航空與華信航空執行花蓮－日本包機（秋田、宮崎、新潟、岡山）
- 2006年10月26日：華信航空 花蓮－石垣島包機首航
- 2007年7月1日：澳門航空 澳門－花蓮包機首航，為花蓮航空站成立後首班外籍航空公司起降之航班
- 2007年9月3日：中華航空 花蓮－鹿兒島包機首航
- 2008年2月14日：遠東航空即日起全部停飛花蓮起降之國內線（台北航線由復興航空接手、高雄航線由華信航空接手）

### 中國大陸旅客潮時期(2010-2016)
- 2008年7月4日：復興航空 花蓮－廣州包機首航
- 2008年7月4日：復興航空 花蓮－與那國島包機首航（二戰結束後首次飛航）
- 2010年1月5日：復興航空 花蓮－石垣島定期航線首航，為花蓮航空站成立後首條定期國際航線
- 2010年5月7日：華信航空 花蓮－南京包機首航
- 2010年5月13日：中國東方航空 太原－花蓮包機首航，為花蓮航空站成立後首班陸籍航空公司起降之航班
- 2010年5月14日：復興航空 花蓮－杭州包機首航（2012年4月19日轉定期航線）
- 2010年5月21日：華信航空 花蓮－香港包機首航
- 2010年5月21日：中國東方航空 南京－花蓮包機首航
- 2010年5月24日：中國南方航空 廣州－花蓮包機首航
- 2010年6月5日：中國東方航空 濟南－花蓮包機首航
- 2010年6月15日：廈門航空 福州－花蓮包機首航
- 2010年6月25日：廈門航空 廈門－花蓮包機首航
- 2010年12月6日：復興航空 花蓮－武漢包機首航（2012年5月7日轉定期航線）
- 2011年4月11日：復興航空 花蓮－鄭州定期航線首航
- 2011年4月24日：中國南方航空 南寧－花蓮包機首航
- 2011年7月20日：復興航空 花蓮－合肥包機首航
- 2012年6月28日：汰換03跑道MLS系統，啟用啟用ILS系統
- 2012年10月10日：復興航空 花蓮－長沙包機首航
- 2012年12月26日：中華航空 花蓮－大分包機首航
- 2013年2月9日：山東航空 濟南－花蓮定期航線首航[4]，為花蓮航空站成立後首條外籍航空公司開闢之定期航線
- 2013年3月24日：復興航空 花蓮－青森包機首航
- 2013年4月25日: 中國東方航空 青島－花蓮包機首航
- 2013年6月6日：復興航空 花蓮－天津包機首航（2013年10月2日轉定期航線）
- 2013年6月17日：昇恆昌免稅百貨品牌進駐花蓮航空站
- 2015年7月10日：春秋航空 上海－花蓮包機首航
- 2016年2月27日：祥鵬航空 昆明－花蓮包機首航

### 中國大陸旅客潮衰退—COVID-19疫情爆發前(2016-2020)
- 2016年7月20日：港龍航空 香港－花蓮包機首航
- 2016年7月30日：中華航空 花蓮－香港包機首航
- 2016年11月22日：復興航空即日起全部停飛花蓮起降之國內線、國際線（台北航線由華信航空接手，後轉予立榮航空）
- 2016年12月6日：香港快運航空 香港－花蓮定期航線首航（2018年10月27日停航）[5][6]
- 2017年7月4日：泰國越捷航空 曼谷－花蓮包機首航
- 2018年1月9日：交通部觀光局(現觀光署)推動花東永續旅遊境外定期包機來臺獎助要點生效，提供外籍航空公司在花蓮、臺東落地成本減免優惠。
- 2018年4月13日：天空吳哥航空 金邊－花蓮－暹粒包機首航
- 2018年6月20日：金門縣旅行公會與遠東航空合作，開闢金門－花蓮包機首航，為國內航線包機直飛外島暨外島包機直飛東部的首例[7]
- 2019年1月8日：遠東航空 花蓮－長灘島包機首航
- 2019年7月6日：山東航空 濟南－花蓮定期航線復航（2019年8月24日停航）[8] [9]
- 2019年10月15日：易斯達航空 首爾仁川－花蓮定期航線首航（2020年2月18日停航）[10][11]
- 2019年10月17、20日：釜山航空 蔚山－花蓮包機首航[12]
- 2019年10月25、28日：中華航空 花蓮－下地島包機首航[13]
- 2019年11月11日：易斯達航空 釜山－花蓮定期航線首航（2020年2月18日停航）[14][15]
- 2020年10月27日：立榮航空 金門－花蓮包機首航[16]

### COVID-19疫情趨緩—0403震後觀光業重建期
- 2023年4月28日：越捷航空 峴港－花蓮包機首航[17]
- 2023年7月6日、28日：泰國獅子航空 曼谷－花蓮包機首航[18][19]
- 2024年4月9日：汶萊皇家航空 汶萊－花蓮包機首航
- 2024年4月27日：越捷航空 河內－花蓮包機首航
- 2024年8月30日：越捷航空 胡志明－花蓮－富國島包機首航
- 2024年12月12日：香港快運航空 香港－花蓮定期航線復航，並與母公司國泰航空實施代碼共享，為花蓮航空站成立後首班聯營航線、民航史上首度進入三大航空聯盟航網。

## 空軍司令部派駐單位
- 空軍第五戰術混合聯隊（原第401戰術混合聯隊）：臺灣花蓮空軍基地（聯隊長少將、副聯隊長上校）
  - 第十七戰鬥機作戰隊：（F-16 A/B）20架
  - 第二六戰鬥機作戰隊：（F-16 A/B）20架
  - 第二七戰鬥機作戰隊：（F-16 A/B）20架
  - 第十二戰術偵察機中隊：（RF-5E虎眼式偵察機、RF-16戰隼偵察機）10架
  - 空軍照相技術隊
  - 空軍第五修護補給大隊
  - 空軍第五基地勤務大隊
  - 空軍第七修護補給大隊花蓮修護支援隊
  - 憲兵第五中隊
- 空軍防空暨飛彈指揮部
  - 空軍防空飛彈第七九二旅
    - 第六一三營第二連：（天弓三型防空飛彈）

### 花蓮空軍基地歷代戰鬥機
- F-5自由鬥士戰鬥機（1982年～1997年）
- F-5E/F虎Ⅱ式戰鬥機（1986年～1995年）
- RF-5E虎眼式偵察機（1997年～2025年[20]）
- F-16戰隼戰鬥機（2002年～）
- RF-16鳳眼式偵察機（2004年～）

## 設施
客運站
- B1：汽車停車場、多用途展示空間。

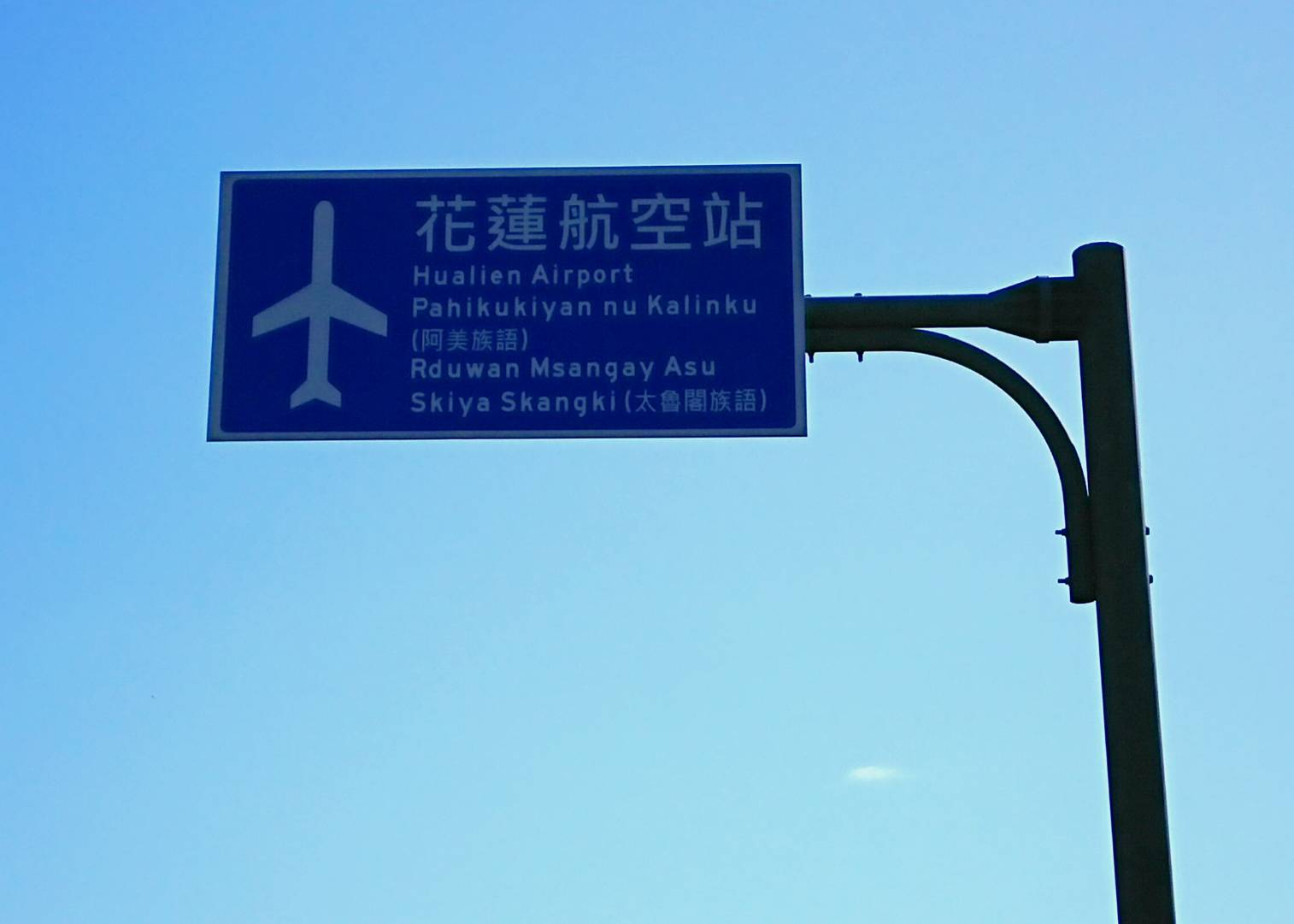
花蓮航空站的多語路標（中文、英文、阿美文、太魯閣文）

- 1F：國際線管制區-入境長廊、免稅商店、海關、行李提領輸送帶1座、銀行(匯兌業務)、檢疫櫃檯；國內線管制區-入境長廊、行李提領輸送帶2座；開放區-接機大廳、旅遊服務中心、汽車租賃櫃檯、公車站、計程車排班站、大客車等候區、機車停車場、大客車停車場。
- 2F：開放區-候機大廳、航空公司櫃檯4座(立榮航空、華信航空各1座，備用櫃檯2座)、行李託運輸送帶2座、出境聯合服務櫃檯、商店街、咖啡廳、保險櫃檯、自動提款機、自動退稅機；國際線管制區-安檢門及隨身行李X光、海關、候機室、公共電話、免稅商店、1-2號空橋登機門；國內線管制區-安檢門及隨身行李X光、證照查驗櫃檯、候機室、公共電話、貴賓室(非對外開放)、3號空橋登機門、4號非空橋登機門。
- 3F：行政辦公室、會議室、展覽展示區、賞機室。
- 備有 7個停機坪，1－3號停機坪有空橋連接，4號登機門備有電扶梯連絡4－7號停機坪

※視評估擴充5－7號登機門及空橋，擴建工程第一期第一階段並無建設。
貨運站
- 獨立一棟貨運站場供貨運使用。

空軍基地
- 空軍教育訓練暨準則發展指揮部（佳山基地）。
- 空軍第五戰術混合聯隊（花蓮基地）。

## 航空公司與航點

### 國內航線
國內航線由立榮航空及華信航空營運台北松山、台中及高雄共3條航線，主要以ATR72-600機型執飛。
| 航空公司      | 目的地城市 | 目的地機場     | 班次    | 固定航機  | 備註              |
| ------------- | ---------- | -------------- | ------- | --------- | ----------------- |
| 立榮航空 (B7) | 台北-松山  | 台北松山機場   | 每週7班 | ATR72-600 | 每日飛航1班       |
| 華信航空 (AE) | 台中       | 台中清泉崗機場 | 每週3班 | ATR72-600 | 三、五、日飛航1班 |
| 華信航空 (AE) | 高雄       | 高雄機場       | 每週7班 | ATR72-600 | 每日飛航1班       |

### 國際航線
國際航線由韓國籍易斯達航空營運韓國首爾仁川、釜山（主要以B737-800機型執飛，受2019新冠疫情影響暫時停航，目前規劃復航中），以及香港籍香港快運營運香港（2018年10月停航，2024年12月12日復航）。
| 航空公司          | 國家/地區 | 目的地       | 班次    | 固定航機 | 備註                                 |
| ----------------- | --------- | ------------ | ------- | -------- | ------------------------------------ |
| 香港快運航空 (UO) | 香港      | 香港國際機場 | 每週4班 | A320-200 | 二、四、六、日飛航1班 與國泰航空聯營 |

### 歷史航點(定期航線)
| 花蓮機場曾經飛航的航空公司與航點 | 花蓮機場曾經飛航的航空公司與航點 | 花蓮機場曾經飛航的航空公司與航點 | 花蓮機場曾經飛航的航空公司與航點 | 花蓮機場曾經飛航的航空公司與航點 |
| -------------------------------- | -------------------------------- | -------------------------------- | -------------------------------- | -------------------------------- |
| 航空公司                         | 國別與都市                       | 機場                             | 附註                             |                                  |
| 國內線                           |                                  |                                  |                                  |                                  |
| 中華航空                         | 中華民國 臺北                    | 臺北松山機場                     | 客運                             |                                  |
| 遠東航空                         | 中華民國 臺北                    | 臺北松山機場                     | 客運                             |                                  |
| 遠東航空                         | 中華民國 臺北                    | 臺灣桃園國際機場                 | 客運                             |                                  |
| 遠東航空                         | 中華民國 高雄                    | 高雄國際機場                     | 客運                             |                                  |
| 復興航空                         | 中華民國 臺北                    | 臺北松山機場                     | 客運                             |                                  |
| 復興航空                         | 中華民國 臺北                    | 臺灣桃園國際機場                 | 客運                             |                                  |
| 復興航空                         | 中華民國 高雄                    | 高雄國際機場                     | 客運                             |                                  |
| 復興航空                         | 中華民國 臺中                    | 臺中國際機場                     | 客運                             |                                  |
| 華信航空                         | 中華民國 臺北                    | 臺北松山機場                     | 客運                             |                                  |
| 東北亞(日本、韓國)               |                                  |                                  |                                  |                                  |
| 復興航空                         | 日本 石垣島                      | 新石垣機場                       | 客運                             |                                  |
| 易斯達航空                       | 首爾                             | 首爾仁川國際機場                 | 客運                             |                                  |
| 易斯達航空                       | 釜山                             | 釜山金海國際機場                 | 客運                             |                                  |
| 兩岸三地(中國大陸、香港、澳門)   |                                  |                                  |                                  |                                  |
| 復興航空                         | 中国大陆 天津                    | 天津濱海国际机场                 | 客運                             |                                  |
| 復興航空                         | 中国大陆 鄭州                    | 鄭州新鄭國際機場                 | 客運                             |                                  |
| 復興航空                         | 中国大陆 杭州                    | 杭州蕭山國際機場                 | 客運                             |                                  |
| 復興航空                         | 中国大陆 武漢                    | 武漢天河國際機場                 | 客運                             |                                  |
| 山東航空                         | 中国大陆 濟南                    | 濟南遙牆國際機場                 | 客運                             |                                  |

### 歷史航點(不定期包機)
| 花蓮機場曾經飛航的航空公司與航點         | 花蓮機場曾經飛航的航空公司與航點 | 花蓮機場曾經飛航的航空公司與航點 | 花蓮機場曾經飛航的航空公司與航點 | 花蓮機場曾經飛航的航空公司與航點 |
| ---------------------------------------- | -------------------------------- | -------------------------------- | -------------------------------- | -------------------------------- |
| 航空公司                                 | 國別與都市                       | 機場                             | 附註                             |                                  |
| 國內線                                   |                                  |                                  |                                  |                                  |
| 遠東航空                                 | 中華民國 金門                    | 金門尚義機場                     | 包機                             |                                  |
| 遠東航空                                 | 中華民國 澎湖                    | 澎湖馬公機場                     | 包機                             |                                  |
| 東北亞(日本、韓國)                       |                                  |                                  |                                  |                                  |
| 中華航空 華信航空                        | 日本 宮崎                        | 宮崎機場                         | 包機                             |                                  |
| 中華航空 華信航空                        | 日本 秋田                        | 秋田機場                         | 包機                             |                                  |
| 中華航空 華信航空                        | 日本 新潟                        | 新潟機場                         | 包機                             |                                  |
| 中華航空 華信航空                        | 日本 岡山                        | 岡山機場                         | 包機                             |                                  |
| 中華航空 華信航空                        | 日本 廣島                        | 廣島機場                         | 包機                             |                                  |
| 中華航空 華信航空                        | 日本 熊本                        | 熊本機場                         | 包機                             |                                  |
| 中華航空 華信航空                        | 日本 富山                        | 富山機場                         | 包機                             |                                  |
| 中華航空 華信航空                        | 日本 北九州                      | 北九州機場                       | 包機                             |                                  |
| 中華航空 華信航空                        | 日本 福島                        | 福島機場                         | 包機                             |                                  |
| 中華航空 華信航空                        | 日本 石垣島                      | 石垣機場                         | 包機                             |                                  |
| 中華航空 華信航空                        | 日本 山形                        | 山形機場                         | 包機                             |                                  |
| 中華航空 華信航空                        | 日本 鹿兒島                      | 鹿兒島機場                       | 包機                             |                                  |
| 中華航空 華信航空                        | 日本 大分                        | 大分機場                         | 包機                             |                                  |
| 中華航空 華信航空                        | 日本 下地島                      | 下地島機場                       | 包機                             |                                  |
| 中華航空 華信航空                        | 日本 靜岡                        | 靜岡機場                         | 包機                             |                                  |
| 遠東航空                                 | 日本 秋田                        | 秋田機場                         | 包機                             |                                  |
| 遠東航空                                 | 日本 石垣島                      | 新石垣機場                       | 包機                             |                                  |
| 復興航空                                 | 日本 青森                        | 青森機場                         | 包機                             |                                  |
| 復興航空                                 | 日本 沖繩                        | 那霸機場                         | 包機                             |                                  |
| 復興航空                                 | 日本 新潟                        | 新潟機場                         | 包機                             |                                  |
| 復興航空                                 | 日本 熊本                        | 熊本機場                         | 包機                             |                                  |
| 復興航空                                 | 日本 富山                        | 富山機場                         | 包機                             |                                  |
| 復興航空                                 | 日本 和歌山                      | 南紀白濱機場                     | 包機                             |                                  |
| 復興航空                                 | 日本 與那國島                    | 與那國機場                       | 包機                             |                                  |
| 復興航空                                 | 日本 茨城                        | 茨城機場                         | 包機                             |                                  |
| 復興航空                                 | 日本 大分                        | 大分機場                         | 包機                             |                                  |
| 復興航空                                 | 日本 鹿兒島                      | 鹿兒島機場                       | 包機                             |                                  |
| 復興航空                                 | 日本 福岡                        | 福岡機場                         | 包機                             |                                  |
| 復興航空                                 | 日本 那霸                        | 那霸機場                         | 包機                             |                                  |
| 復興航空                                 | 日本 靜岡                        | 靜岡機場                         | 包機                             |                                  |
| 復興航空                                 | 日本 標津                        | 中標津機場                       | 包機                             |                                  |
| 復興航空                                 | 首爾                             | 首爾仁川國際機場                 | 包機                             |                                  |
| 釜山航空                                 | 蔚山                             | 蔚山機場                         | 包機                             |                                  |
| 易斯達航空                               | 清州                             | 清州機場                         | 包機                             |                                  |
| 兩岸三地(中國大陸、香港、澳門)           |                                  |                                  |                                  |                                  |
| 中華航空                                 | 香港                             | 香港國際機場                     | 包機                             |                                  |
| 華信航空                                 | 澳門                             | 澳門國際機場                     | 包機                             |                                  |
| 華信航空                                 | 香港                             | 香港國際機場                     | 包機                             |                                  |
| 華信航空                                 | 中国大陆 南京                    | 南京祿口國際機場                 | 包機                             |                                  |
| 港龍航空                                 | 香港                             | 香港國際機場                     | 包機                             |                                  |
| 澳門航空                                 | 澳門                             | 澳門國際機場                     | 包機                             |                                  |
| 復興航空                                 | 中国大陆 廣州                    | 廣州白雲國際機場                 | 包機                             |                                  |
| 復興航空                                 | 中国大陆 合肥                    | 合肥駱崗國際機場                 | 包機                             |                                  |
| 復興航空                                 | 中国大陆 長沙                    | 長沙黃花國際機場                 | 包機                             |                                  |
| 中國南方航空                             | 中国大陆 廣州                    | 廣州白雲國際機場                 | 包機                             |                                  |
| 中國南方航空                             | 中国大陆 南寧                    | 南寧吳圩國際機場                 | 包機                             |                                  |
| 中國東方航空                             | 中国大陆 青島                    | 青島流亭國際機場                 | 包機                             |                                  |
| 中國東方航空                             | 中国大陆 太原                    | 太原武宿國際機場                 | 包機                             |                                  |
| 中國東方航空                             | 中国大陆 南京                    | 南京祿口國際機場                 | 包機                             |                                  |
| 中國東方航空                             | 中国大陆 濟南                    | 濟南遙牆國際機場                 | 包機                             |                                  |
| 廈門航空                                 | 中国大陆 廈門                    | 廈門高崎國際機場                 | 包機                             |                                  |
| 廈門航空                                 | 中国大陆 福州                    | 福州長樂國際機場                 | 包機                             |                                  |
| 祥鵬航空                                 | 中国大陆 昆明                    | 昆明长水国际机场                 | 包機                             |                                  |
| 春秋航空                                 | 中国大陆 上海                    | 上海浦東國際機場                 | 包機                             |                                  |
| 東南亞(越南、泰國、柬埔寨、菲律賓、汶萊) |                                  |                                  |                                  |                                  |
| 復興航空                                 | 菲律賓 馬尼拉                    | 馬尼拉尼諾伊·艾奎諾國際機場      | 包機                             |                                  |
| 復興航空                                 | 泰國 清邁                        | 清邁國際機場                     | 包機                             |                                  |
| 復興航空                                 | 柬埔寨 暹粒                      | 暹粒吳哥國際機場                 | 包機                             |                                  |
| 遠東航空                                 | 菲律賓 長灘島                    | 長灘島機場                       | 包機                             |                                  |
| 遠東航空                                 | 越南 峴港                        | 峴港國際機場                     | 包機                             |                                  |
| 越捷航空                                 | 越南 胡志明                      | 胡志明新山一國際機場             | 包機                             |                                  |
| 越捷航空                                 | 越南 峴港                        | 峴港國際機場                     | 包機                             |                                  |
| 越捷航空                                 | 越南 富國島                      | 富國國際機場                     | 包機                             |                                  |
| 越捷航空                                 | 越南 河內                        | 河內內排國際機場                 | 包機                             |                                  |
| 泰國越捷航空                             | 泰國 曼谷                        | 曼谷蘇凡納布國際機場             | 包機                             |                                  |
| 泰國獅子航空                             | 泰國 曼谷                        | 曼谷廊曼國際機場                 | 包機                             |                                  |
| 天空吳哥航空                             | 柬埔寨 金邊                      | 金邊國際機場                     | 包機                             |                                  |
| 天空吳哥航空                             | 柬埔寨 暹粒                      | 暹粒吳哥國際機場                 | 包機                             |                                  |
| 汶萊皇家航空                             |                                  | 汶萊國際機場                     | 包機                             |                                  |

- 民航局運輸統計(2009年以後均有資料留存)；部分航點係當地旅行社自主發起包機行程而促成首航，故並非每次首航即有新聞稿。

## 交通

### 公路
- 臺9線蘇花公路
- 統聯客運311A：花蓮車站（花蓮轉運站）─ 花蓮機場
- 排班計程車

### 鐵路
- 北埔車站

## 周邊
- 陸軍花東防衛指揮部步兵營（北埔營區）
- 美崙工業區
- 新城鄉公所
- 內政部警政署航空警察局花蓮機場分駐所
- 台鐵北埔車站
- 國軍花蓮總醫院
- 家樂福花蓮店
- 花蓮縣新城鄉新城國民中學
- 花蓮縣新城鄉北埔國民小學
- 花蓮縣新城鄉嘉里國民小學
- 花蓮縣花蓮市復興國民小學
- 大漢技術學院
- 國立東華大學美崙校區
- 花蓮縣私立海星高級中學
- 七星潭風景區
- 台9線蘇花公路
- 港濱自行車道
- 台灣原住民族文化館

## 外部聯結
- 官方网站（繁體中文）（英文）（日語）
- . 交通部民用航空局.
- 電子式飛航指南，CIVIL AERONAUTICS ADMINISTRATION MOTC R.O.C. （页面存档备份，存于）（繁體中文）（英文）